# Vercingetorix
Vercingetorix (ca. 82 - 46 v.Chr.) was een Gallische koning uit Auvergne die aan het hoofd stond van de Gallische Opstand tegen de Romeinen in 53 - 52 v.Chr. Hij was de zoon van Celtillos en behoorde tot het machtige volk van de Arverni.

## Naam
Zijn naam is een samenstelling van het Gallische Ver (opper), cingeto (krijger) en rix (koning) en betekent zoiets als 'de grote koning der helden'. 

## Levensloop
Vercingetorix wordt door Julius Caesar beschreven in zijn werk Commentarii de bello Gallico. In 58 v.Chr. was de Romeinse veldheer over de Alpen getrokken om Gallië te veroveren. Zijn campagne verliep voorspoedig, totdat Vercingetorix erin slaagde meerdere stammen te verenigen in zijn verzet tegen de Romeinen. Aanvankelijk boekte hij succes, dankzij de tactiek van de verschroeide aarde, het afsnijden van de Romeinse aanvoerwegen en door verrassingsaanvallen op het veel tragere Romeinse leger. Echter, een jaar na het begin van de opstand werden de Gallische troepen in 52 v.Chr. bij Alesia ingesloten. Alhoewel in de meerderheid, moest Vercingetorix zich na een maandenlang beleg overgeven, waarna Caesar hem meevoerde naar Rome als oorlogstrofee. Met de beslissende slag bij Alesia werd Gallië voorgoed verslagen en ingelijfd in het Romeinse Rijk.
Vercingetorix verbleef zes jaar in een kerker te Rome; het Tullianum van de Mamertijnse gevangenis. Hij kreeg alleen schaars eten en water om zich in leven te houden. Zijn haren, snor en baard waren zodanig gegroeid dat hij, toen hij uit de kerker werd gehaald voor de executie aan de garrote (wurgpaal), eerst grondig gewassen moest worden en zijn haren moest laten knippen om weer "herkenbaar" te zijn. Door de zeer slechte hygiëne zag hij er zeer onderkomen uit en stonk hij enorm. Omdat hij als voormalig Gallische koning voor het Romeinse tribunaal, de adel en het publiek gevonnist zou worden, moest hij er "toonbaar en proper" uitzien. Men wilde hem niet hetzelfde lot laten ondergaan als Jugurtha die in 104 v.Chr. in het Tullanium uitgehongerd om het leven kwam.

## Receptie in de Derde Republiek

Overgave van Vercingetorix aan Julius Caesar. Schilderij van Lionel-Noël Royer uit 1899.

De lotgevallen van Vercingetorix raakten tijdens de middeleeuwen langzaam in vergetelheid. Frankrijk werd na de doop van Clovis een christelijk koninkrijk, waarin geen behoefte was aan een heidense voorouder. In het begin van de 19e eeuw veranderde dit. De aanleiding hiervan vond plaats in 1814. Keizer Napoleon Bonaparte (1769-1821) had de strijd tegen de legers van de geallieerden verloren en Parijs moest op 30 maart capituleren. De troepen van de tsaar van Rusland en de koning van Pruisen vielen de stad binnen, een drama dat voor de Fransen de aanleiding was om steun en troost te zoeken in het verleden. Er werd een parallel met Vercingetorix getrokken. De Russische en Pruisische legers waren net als Caesars legioenen pure landveroveraars, tegen wie men zich moest blijven verzetten, net zoals Vercingetorix had gedaan.
De definitieve 'herontdekking' van Vercingetorix vond plaats onder het bewind van Napoleon III. Historici gingen de Galliërs als de voorouders van de Fransen beschouwen en de keizer, die als amateur-historicus een passie had voor het Franse verleden, liet zelfs opgravingen doen naar de resten van het vroegere Alesia in Alise-Sainte-Reine, bij Bibracte en in Gergovia.
In de Derde Republiek bleek de figuur van Vercingetorix daarnaast een uitstekend middel om de nederlaag tegen Pruisen van 1871 te verwerken. Historici zagen opvallende parallellen tussen de geschiedenis van de Gallische hoofdman en de Frans-Pruisische Oorlog. Het slagveld bij Sedan, waar Frankrijk werd verslagen, werd geïdentificeerd met de omsingeling van Alesia; Caesar stond model voor de Pruisische opperbevelhebber Moltke; en uiteindelijk moest Frankrijk net als Gallië zwichten voor de buitenlandse overwinnaar. Echter, uit de nederlaag van Vercingetorix viel ook moed te putten. Hij mocht dan verloren hebben, hij had tenminste eervol en moedig gestreden. Vercingetorix was een heuse martelaar. Naar zijn voorbeeld had Frankrijk dan wel de oorlog van 1871 verloren; het land had tenminste heldhaftig gestreden en droeg de nederlaag met eer. Een ruiterstandbeeld van Vercingetorix werd opgericht in Clermont-Ferrand in Auvergne. Een ander beeld staat op de top van de Mont Auxois in Bourgondië, een van de vermoedelijke archeologische vindplaatsen van Alesia. In 1890 creëerde Jules Bertin eveneens een standbeeld voor Vercingetorix. Dit beeld stond in Saint-Denis en was het spiegelbeeld van het Ambiorixstandbeeld in Tongeren; het werd echter tijdens de Tweede Wereldoorlog vernietigd.